# Instorting van het dak van nachtclub Jet Set
De instorting van het dak van nachtclub Jet Set in Santo Domingo was een ramp in de hoofdstad van de Dominicaanse Republiek die op 8 april 2025 plaatsvond en waarbij meer dan 200 mensen omkwamen.
Aan het begin van de nacht vond in de populaire nachtclub in Santo Domingo een optreden van de in zijn land beroemde merengue-zanger Rubby Pérez plaats. Plotseling stortte het dak van het gebouw vrijwel volledig in, waardoor honderden aanwezigen in de concertzaal werden bedolven.
Nadat het reddingswerk was beëindigd, werd aanvankelijk gemeld dat er 184 doden waren gevallen. Al snel liep het dodental echter op tot boven de 200. Uiteindelijk werden 236 doden gemeld. Ook waren er honderden gewonden. Onder de doden bevond zich Rubby Pérez.
Op 23 april 2025 verklaarde Antonio Espaillat, de eigenaar van de nachtclub, in een tv-interview dat het 30 jaar oude gebouw regelmatig te maken had gehad met waterafvoerproblemen en dat er steeds gipsplaat was gebruikt om dit tegen te gaan. Enkele uren voor de instorting zou er ook nog gipsplaat zijn aangebracht. De eigenaar werd in juni 2025 gearresteerd op verdenking van dood door schuld. Ook zijn zus Maribel Espaillat, die een bestuursfunctie had bij de nachtclub, werd gearresteerd.